# North Cerney
North Cerney est une paroisse civile et un village du Gloucestershire, en Angleterre.